# Porsche 918
Porsche 918 Spyder er en midt-motor plug-in hybrid superbil designet og bygget af Porsche. Spyder'en er drevet af en 4.6 liter V8-motor, som laver 608 hestekræfter (453 kW), og indeholder også to elektriske motorer som giver 279 hestekræfter (208 kW) oveni den i forvejen meget kraftfulde Porschemotor, så den kommer op på i alt 887 hestekræfter (661 kW). 918 Spyder's 6.8 kWh(kilowatt time(r)) litium-ion batteri giver en hundredprocent elektrisk drevet rækkevidde på 19 km (12 mi), som et resultat af EPA's test.
Bilen har en topfart på omkring de 340 km/t (211 mil/time).